# نادي باري تاون يونايتد
نادي باري تاون يونايتد ((بالإنجليزية: Barry Town United F.C.)‏) هو نادي كرة قدم في ويلز تأسس في 1912 يقع في باري. يدربه غافين تشيسترفيلد.